# البابكية
البابكية او الخرمية البابكية وتسمى ايضا المحمرة نسبة الى بابك الخرمي احد فرق طائفة الخرمية وبسبب ثورة بابك الخرمي اشهرت طائفة خريمة وحتى اصبح كثيرون يسمون البابكية بالخرمية

## التاسيس
في عصر بابك الخرمي كان هناك رئيسان من الخرمية يتصارعان على قيادة طائفة الخرمية، أحدهم يدعى ابا عمران والثاني جاويذان. كان جاويذان يعمل على حشد الأتباع عندما اكتشف بابك الخرمي، فقرّبه إليه وجعله من رجاله وقربه منه حتى أصبح على علم بأسراره، بل وأصبح مقرباً من زوجته كذلك وفي الحرب التي قامت بين جاويذان وابا عمران، أصيب جاويذان بجروحٍ بليغة ومات على إثرها بعدها، قالت امرأة جاويذان إنه استخلف بابك من بعده، وادّعت أنّ روح بابك تحوَّلت لتصبح روح جاويذان، وأن النصر والظفر سيكون على يد هذا الرجل، فصدّق أتابع جاويذان الخرميون ما قالته امرأته أصبح بذلك بابك قائداً عليهم، فعمل على حشد الجنود والمناصرين وقاد حركة تقتيل لكل من خالفه صغيراً كان أو كبيراً، بل وأمر بالتمثيل بجُثث جنود الدولة العباسية الذين ينتشرون في أذربيجان.

## العقائد
كانت من عقيدة الطائفة تناسخ الارواح وينكرون خاتمية النبي محمد صلى الله عليه وسلم ويعتبرون إرسال الرسل أمراً لا نهاية له ويدعون نبوة رجل كان من ملوكهم يقال له شروين ويزعمون أنه كان افضل من الرسول محمد صلى الله عليه وسلم ومن سائر الأنبياء قبله وكانو يبنه مساجد ويعلمه اولادهم القران الكريم ولكنهم لم يكنه يصله ولا يصمه وجحدوا الجهاد في سبيل الله وخصصه ليلة في السنة يشربون الخمر ويختلط فيها النساء والرجال، فمن وقعت في يده امرأة استحلها وجعل بابك الخرمي عقيدة قتال ضد مسلمين في الخرمية حيث كان الخرمية مسالمين

## انظر ايضا
- المزدكية
- الخرمية
- البابكية
- المازيارية
- الأبو مسلمية
- المقنعية